# Al-Hudschurat
Al-Hudschurat (arabisch الحجرات al-Ḥuǧurāt ‚Die Gemächer‘) ist die 49. Sure des Korans, sie enthält 18 Verse. Ihr Titel bezieht sich auf Vers 4. Sie wurde in Medina verkündet, vermutlich nach dem Pilgerbesuch (ʿUmra) zu Mekka im Jahr 629 oder gar nach der Eroberung Mekkas im Januar 630.
Die Sure enthält Verhaltensregeln, in denen die neu bekehrten Muslime, zumal die Beduinen, zu respektvollem und zurückhaltendem Umgang mit dem Propheten und zu friedliebendem Verhalten untereinander aufgerufen werden. Sie werden des Öfteren mit der Formel „O ihr, die ihr glaubt“ angesprochen. Gegen die Bedeutung der Abstammung und der Stammeszugehörigkeit spricht sich der Vers 13 aus: „O ihr Menschen, wir haben euch von einem männlichen und einem weiblichen Wesen erschaffen, und wir haben euch zu Verbänden und Stämmen gemacht, damit ihr einander kennenlernt. Der Angesehenste von euch bei Gott, das ist der Gottesfürchtigste von euch.“ Der folgende Vers, der sich an die arabischen Beduinen richtet, postuliert einen Unterschied zwischen der Annahme des Islams und der Annahme des Glaubens (īmān).